# Championnat d'Angleterre de football 2000-2001
Navigation
Édition précédente Édition suivante
La 102e édition du championnat d'Angleterre de football 2000-2001 est la neuvième sous l'appellation Premier League. Elle oppose les vingt meilleurs clubs d'Angleterre en une série de trente-huit journées.
Elle est remportée par Manchester United. Le club mancunien conserve son titre en finissant dix points devant Arsenal FC et onze points sur Liverpool FC. C'est le quatorzième titre des « Red Devils » en championnat d'Angleterre, le septième en Premier League.
Manchester United et Arsenal FC se qualifient pour les phases de poules de la Ligue des champions, Liverpool FC est qualifié pour le troisième tour qualificatif de cette compétition. Leeds United, Ipswich Town et Chelsea FC se qualifient pour la Coupe UEFA. Aston Villa et Newcastle United se qualifient pour le troisième tour la Coupe Intertoto.
Le système de promotion/relégation ne change pas : descente et montée automatique, sans matchs de barrage pour les trois derniers de première division et les deux premiers de deuxième division, poule de play-off pour les deuxième à sixième de la division 2 pour la dernière place en division 1. À la fin de la saison, les clubs de Manchester City, Coventry City et Bradford City sont relégués en deuxième division. Ils sont remplacés par Fulham FC, Blackburn Rovers et Bolton Wanderers  après play-off.
L'attaquant néerlandais Jimmy Floyd Hasselbaink, de Chelsea FC, remporte son second titre titre de meilleur buteur du championnat avec 23 réalisations.

## Classement
| Rang | Équipe              | Pts | J  | G  | N  | P  | Bp | Bc | Diff |
| ---- | ------------------- | --- | -- | -- | -- | -- | -- | -- | ---- |
| 1    | Manchester United T | 80  | 38 | 24 | 8  | 6  | 79 | 31 | +48  |
| 2    | Arsenal             | 70  | 38 | 20 | 10 | 8  | 63 | 38 | +25  |
| 3    | Liverpool C L       | 69  | 38 | 20 | 9  | 9  | 71 | 39 | +32  |
| 4    | Leeds United        | 68  | 38 | 20 | 8  | 10 | 64 | 43 | +21  |
| 5    | Ipswich Town P      | 66  | 38 | 20 | 6  | 12 | 57 | 42 | +15  |
| 6    | Chelsea S           | 61  | 38 | 17 | 10 | 11 | 68 | 45 | +23  |
| 7    | Sunderland          | 57  | 38 | 15 | 12 | 11 | 46 | 41 | +5   |
| 8    | Aston Villa         | 54  | 38 | 13 | 15 | 10 | 46 | 43 | +3   |
| 9    | Charlton Athletic P | 52  | 38 | 14 | 10 | 14 | 50 | 57 | -7   |
| 10   | Southampton         | 52  | 38 | 14 | 10 | 14 | 40 | 48 | -8   |
| 11   | Newcastle United    | 51  | 38 | 14 | 9  | 15 | 44 | 50 | -6   |
| 12   | Tottenham Hotspur   | 49  | 38 | 13 | 10 | 15 | 47 | 54 | -7   |
| 13   | Leicester City      | 48  | 38 | 14 | 6  | 18 | 39 | 51 | -12  |
| 14   | Middlesbrough       | 42  | 38 | 9  | 15 | 14 | 44 | 44 | 0    |
| 15   | West Ham United     | 42  | 38 | 10 | 12 | 16 | 45 | 50 | -5   |
| 16   | Everton             | 42  | 38 | 11 | 9  | 18 | 45 | 59 | -14  |
| 17   | Derby County        | 42  | 38 | 10 | 12 | 16 | 37 | 59 | -22  |
| 18   | Manchester City P   | 34  | 38 | 8  | 10 | 20 | 41 | 65 | -24  |
| 19   | Coventry City       | 34  | 38 | 8  | 10 | 20 | 36 | 63 | -27  |
| 20   | Bradford City       | 26  | 38 | 5  | 11 | 22 | 30 | 70 | -40  |

Qualifications européennes
- Ligue des champions 2001-2002
- 3e tour de la Ligue des champions 2001-2002
- Coupe UEFA 2001-2002
- Coupe Intertoto 2001

Relégation
- First Division 2001-2002

Abréviations
T : Tenant du titre

C : Vainqueur de la Coupe d'Angleterre

L : Vainqueur de la Coupe de la Ligue

S : Vainqueur du Charity Shield

P : Promus de First Division

## Meilleurs buteurs
| Joueur                  | Buts | Club              |
| ----------------------- | ---- | ----------------- |
| Jimmy Floyd Hasselbaink | 23   | Chelsea FC        |
| Marcus Stewart          | 19   | Ipswich Town      |
| Mark Viduka             | 17   | Leeds United      |
| Thierry Henry           | 17   | Arsenal FC        |
| Michael Owen            | 16   | Liverpool FC      |
| Teddy Sheringham        | 15   | Manchester United |
| Emile Heskey            | 14   | Liverpool FC      |
| Kevin Phillips          | 14   | Sunderland        |
| Alen Bokšić             | 12   | Middlesbrough FC  |
| James Beattie           | 11   | Southampton FC    |

## Meilleurs passeurs
| Joueur                  | Passes décisives | Club              |
| ----------------------- | ---------------- | ----------------- |
| David Beckham           | 12               | Manchester United |
| Nolberto Solano         | 10               | Newcastle United  |
| Jimmy Floyd Hasselbaink | 9                | Leeds United      |
| Thierry Henry           | 9                | Arsenal FC        |
| Vladimír Šmicer         | 9                | Liverpool FC      |
| Ryan Giggs              | 8                | Manchester United |
| Graham Stuart           | 8                | Charlton Athletic |
| Stephen Clemence        | 7                | Tottenham Hotspur |
| Paolo Di Canio          | 7                | West Ham United   |
| Hassan Kachloul         | 7                | Southampton FC    |